# 모르데하이 바누누
모르데하이 바누누(히브리어: מרדכי ואנונו, 1954년 10월 13일 ~ )는 이스라엘의 전직 핵무기 기술자이자 내부고발자이다.
모로코 마라케시에서 유대교 정통파 가문의 아들로 태어났다. 1986년 영국 신문 《선데이 타임스》에 이스라엘이 핵무기를 비밀리에 개발했다는 사실을 폭로했다. 이 때문에 그는 이스라엘 정보 기관 모사드에 의해 납치되어 이스라엘로 압송되었다. 당시 모사드는 그를 납치하기 위해 미모의 여성 요원을 동원하여 미인계를 쓴 것으로 알려졌다.
그는 법원으로부터 반역, 간첩 혐의로 기소되었으며 2004년 4월 22일 출소할 때까지 징역 18년을 복역했다. 출소 이후에는 우익 성향을 가진 이스라엘 국민들로부터 매국노라는 비난을 받는 등 갖은 수모를 당하고 있다.

## 같이 보기
- 핵확산
- 이스라엘의 핵무기 개발